# 半線尾囊海龍
半線尾囊海龍（学名：Mitotichthys semistriatus），為輻鰭魚綱棘背魚目海龍魚科的其中一種，分布於澳洲維多利亞及塔斯馬尼亞島海域，棲息深度可達3公尺，體長可達26.8公分，棲息在鰻草床，卵胎生。